# Hechinoschema vitalisi
Hechinoschema vitalisi là một loài bọ cánh cứng trong họ Cerambycidae.